# Schmidt József (pap)
Schmidt József (Esztergom, 1826. szeptember 21. – Budapest, 1904. november 25.) római katolikus esztergom-főegyházmegyei áldozópap és gimnáziumi vallástanár.

## Életútja
1849. október 8-án felszenteltetvén, segédlelkész, hitoktató és vallástanár volt 1855. november 1-től (végleg kineveztetett 1857. június 30.) a budai királyi egyetemi főgimnáziumban. Állomását a magyar tanrendszer alatt is megtartotta. Meghalt mint nyugalmazott hittanár 1904-ben Budapesten.
Cikkei a budapesti II. ker. kir. egyetemi főgymnasium Értesítőjében (1885. A vallástanítás és a világi tudományok, mint segédeszközei).